# Elisabeth Woerner
Elisabeth Woerner, née le 8 mars 1990, est 
une rameuse néerlandaise.

## Palmarès

### Championnats du monde
| Discipline           | Chungju 2013 Corée du Sud | Amsterdam 2014 Pays-Bas | Aiguebelette 2015 France |
| -------------------- | ------------------------- | ----------------------- | ------------------------ |
| Quatre de couple, pl |                           | Or                      | Bronze                   |